# NGC 4760
NGC 4760 (również PGC 43763) – galaktyka eliptyczna (E), znajdująca się w gwiazdozbiorze Panny. Została odkryta 30 marca 1876 roku przez Friedricha Winnecke.